# 卡爾瓦多斯白蘭地

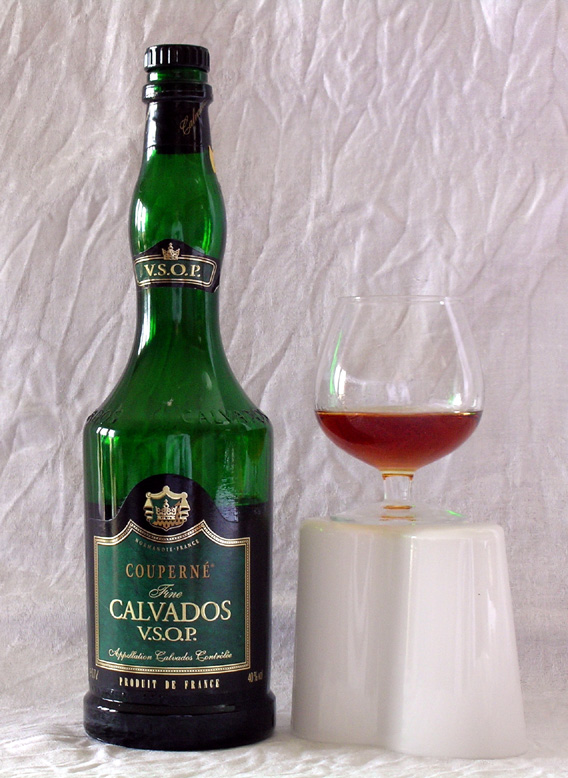
Couperné卡爾瓦多斯

卡爾瓦多斯（英語：Calvados，英國 /ˈkælvədɒs/，美國 /-doʊs, ˌkælvəˈdoʊs, ˌkɑːlvəˈ-/，法語：[kalvados] ⓘ），也称蘋果白蘭地，是法國诺曼第地区出產的白蘭地，以蒸餾當地蘋果、梨子的西打酒后在木桶內陳年而成。卡爾瓦多斯於1942年獲得AOC標誌，1984年簡化命名後由INAO根據產區、陳年時間等標準劃分為三種類型。與威士忌和干邑、雅文邑等其他白蘭地一樣，卡爾瓦多斯蒸餾後酒液無色透明，其顏色和部分風味來自於在木桶中陳年的過程。

## 種類
- AOC Calvados：最常見的卡爾瓦多斯種類，須在木桶中陳年至少2年，產量約佔全部卡爾瓦多斯的74%；
- AOC Calvados Pays d'Auge：須產自卡爾瓦多斯省東部指定地區、使用不多於30%的梨並在木桶中陳年至少2年，產量約佔全部卡爾瓦多斯的25%；
- AOC Calvados Domfrontais：須產自卡爾瓦多斯省Domfrontais（法语：Domfrontais）地區、使用不少於30%的梨並在木桶中陳年至少3年，產量約佔全部卡爾瓦多斯的1%；

## 外部連結
- 官方网站